# Скандинавський дизайн

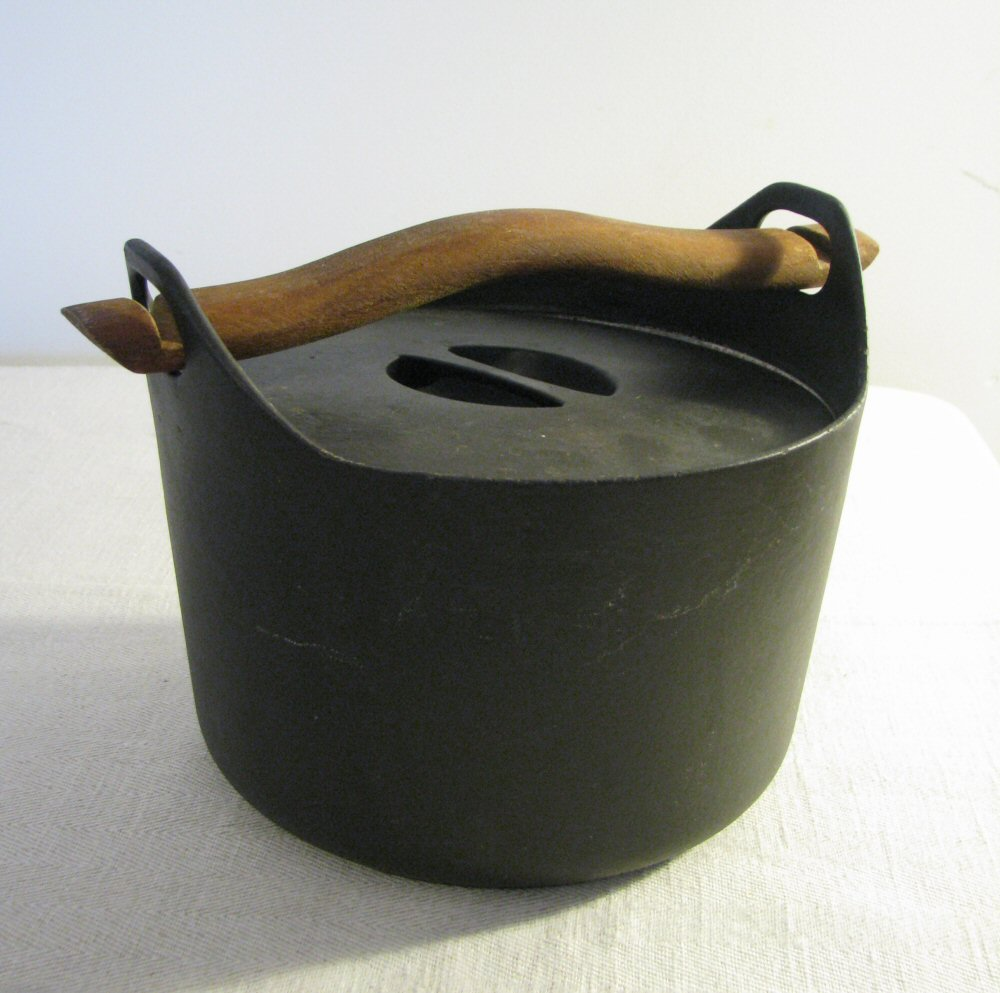
Чугунок Тімо Сарпанева (1959), одна з емблем скандинавського дизайну

Скандинавський дизайн — напрямок в промисловому, інтер'єрному та предметному дизайні північно-європейських країн: Данії, Швеції, Фінляндії, Норвегії та Ісландії в період з 1930-х до 1950-х років. В окремих випадках під цим поняттям розуміють дизайн північних країн всього XX століття — початку XXI століття.

## Данський дизайн

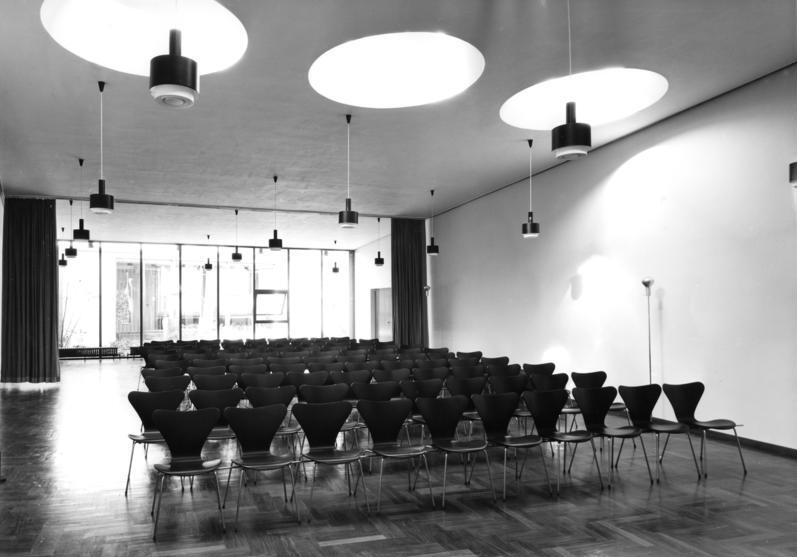
Арне Якобсен, Крісла Серії 7, Дизайн 1955 г. Зал Бетховен, Бонн

Відправна точка цього напряму дизайну пов'язана з середньовічною традицією — основні інституції були сформовані в XVI столітті, коли створились основні ремеслені гільдії. Але основні риси дизайну Данії сформувались під впливом нової художньої традиції XX століття: стилю модерн, пізніше — функціоналізму, інтернаціонального стилю, модернізму та традиції Баугауза. Данський дизайн, відправною точкою якого можна вважати діяльність порцелянової мануфактури Royal Copenhagen, заснованої у 1775 році, отримав значний вплив від неокласичної та романтичної традицій. Рух мистецтв і ремесел теж був близьким до данської художньої ідеї.

## Шведський дизайн
Ідеї шведського дизайну пов'язують з концепцією протестантської етики, яку описав Макс Вебер. Ця ідеологічна доктрина передбачає суворість, стриманість, розглядає чесну та достойно винагороджену працю як складову частину релігійної ідентифікації. Відправною точкою шведського дизайну визначають період символізму та модерну, коли у Швеції сформувалась власна художня мова під впливом національної школи класицизму, романтизму, сентименталізму, імпресіонізму та шведської символічної традиції. Найбільш визначним та впливовим художником того часу вважається Карл Ларссон.
Шведський дизайн походить від переваг стійкого, забезпеченого, але не зухвалого рівня життя. Дизайнерська традиція Швеції XX століття — це поєднання ідей Руху мистецтв і ремесел з його ідеями домашнього затишку та радикальною мінімалістичною традицією модернізму. Для Швеції дизайн став формою національної ідентичності, способом створення та вираження їх національного характеру, який несе свої унікальні риси разом із одночасним включенням у загальну систему європейських цінностей.

## Фінський дизайн

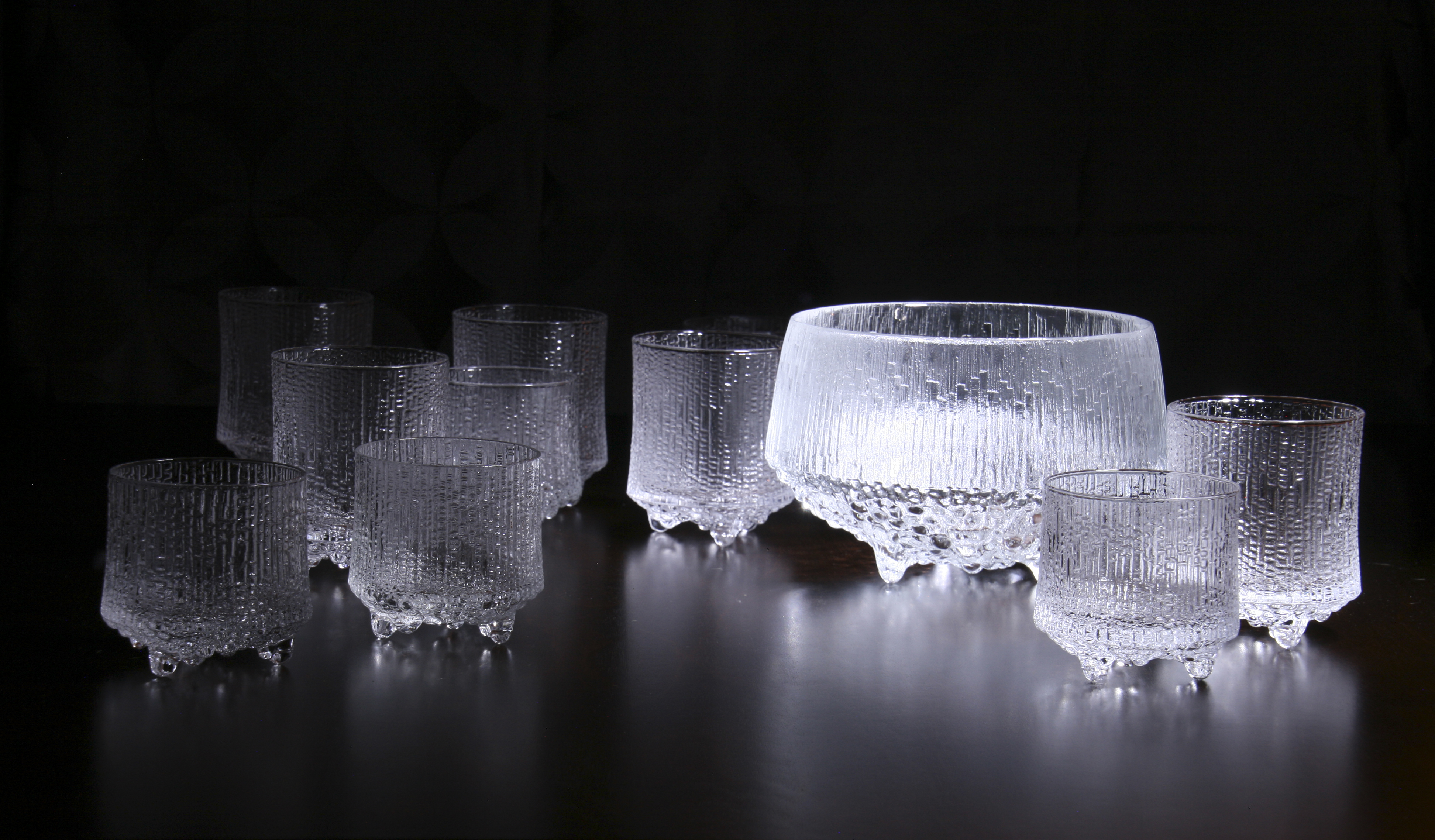
Тапіо Вірккала, 1968, Серія Ultima Thule

Появу та розвиток фінського дизайну пов'язують з явищем національної романтики, яке мало місце в XIX — початку XX століть. Видання Калевали Еліасом Льоннрутом в 1835 році, вплив шведської архітектури другої половини XIX століття та отримання незалежності в 1917 році створили умови для формування національної художньої школи у сфері дизайну. Особливість фінської школи полягає в поєднанні національної традиції та принципів інтернаціональної архітектурної доктрини.
В першій половині XX століття фінський дизайн формувався під впливом ідей модернізму. Наприклад, роботи Алвара Аалто були представлені на виставці «Сучасна архітектура: інтернаціональна виставка» в Музеї модерного мистецтва в Нью-Йорку (1932). Певним чином, це і є початок активного розвитку інтернаціонального стилю. Фінляндія стала однією з найважливіших країн у як у сенсі поширення інтернаціонального стилю, так і с точки зору розвитку дизайну. Класичний фінський дизайн поєднав елементи традиційної культури (Тімо Сарпанева), природні мотиви (Тапіо Вірккала) та принципи інтернаціонального функціонального та мінімалістичного дизайну (Алвар Аалто).

## Норвезький дизайн
Специфіка норвезького дизайну — незвичне становище відносно як до інтернаціональних художніх течій, так і до місцевої художньої традиції. Норвезька система передбачала життя великими хуторами — ізольованими від зовнішнього світу та, водночас забезпечиними усіма необхідними засобами для існування. Особливість Норвегії — поєднання суворих умов існування та побутового комфорту, які дозволили об'єднати національну традицію та принципи інтернаціонального дизайну.
Характерна риса норвезької культури криється в значній увазі до Руху мистецтв і ремесел, яке пов'язане з ідеями національної романтики. А також інтерес до стилю модерн, який в Норвегії набув рис середньовічного «звіриного стилю» (так званий норвезький «Драконний стиль»). Важливим для специфічного розвитку норвезького дизайну було створення у 1918 році Норвезької спілки дизайнерів (Landsforbundet Norsk Brukskunst, LNB), яка підтримувала та розвивала швидше традицію національного ремесла, ніж принципи інтернаціонального стилю. Її діяльність відобразилась на всій системі дизайнерської школи в Норвегії, яка орієнтувалась на збереження традиційних форм, а не розвиток інтернаціональних концепцій дизайну.

## Ісландський дизайн
Особливість ісландського дизайну полягає в його пізньому розвитку. Ісландія практично не долучалась до формування художніх ідей початку XX століття. Через те, що ця країна займає досить ізольоване становище серед усіх скандинавських країн, вона майже не брала участі у послідовному художньому процесі континентальних країн. При цьому до середини XX століття Ісландія залишалась частиною Данії, а незалежність отримала лише у 1944 році.
Ключове значення для розвитку дизайну в Ісландії мало відкриття Школи прикладних мистецтв у Рейк'явіку в 1939 році. Особливість ісландського дизайну — його специфічне ставлення до модернізму. Елементи нового напрямку виникли в Ісландії тоді, коли інтернаціональний стиль став уже досить сформованим, сталим напрямком. Знайомство з модернізмом співпало зі здобуттям незалежності. Частково і тому саме в Ісландії модернізм почали сприймати як символ національної свободи та ідентичності, а не рису космополітичної художньої доктрини.
Специфіка ісландського дизайну — нестача та обмежене використання нових матеріалів (як от скло, пластмаси, сталь) та підвищений інтерес до природної сировини: вулканічного скла, застиглої лави, грубого каменю. З метою розвитку національної прикладної школи в 1950—1960-ті роки на острові було введено заборону на імпорт меблів.